# Oceanic Airlines
Oceanic Airlines sau  Oceanica Airlines este denumirea generică a unei companii de aviație, care este folosită frecvent de case producătoare de filme. Filme în care avioanele acestei companii fictive suferă diferite accidente cu urmări dramatice. Producătorii serialelor de televizune folosesc din motive financiare, alte denumiri de companii fictive.